# Juraqan
Jūraqān (farsi جورقان) è una città dello shahrestān di Hamadan, circoscrizione Centrale, nella provincia di Hamadan. Aveva, nel 2006, una popolazione di 8.851 abitanti.